# Coccophagoides utilis
Coccophagoides utilis is een vliesvleugelig insect uit de familie Aphelinidae. De wetenschappelijke naam is voor het eerst geldig gepubliceerd in 1966 door Doutt.